# Letecké muzeum

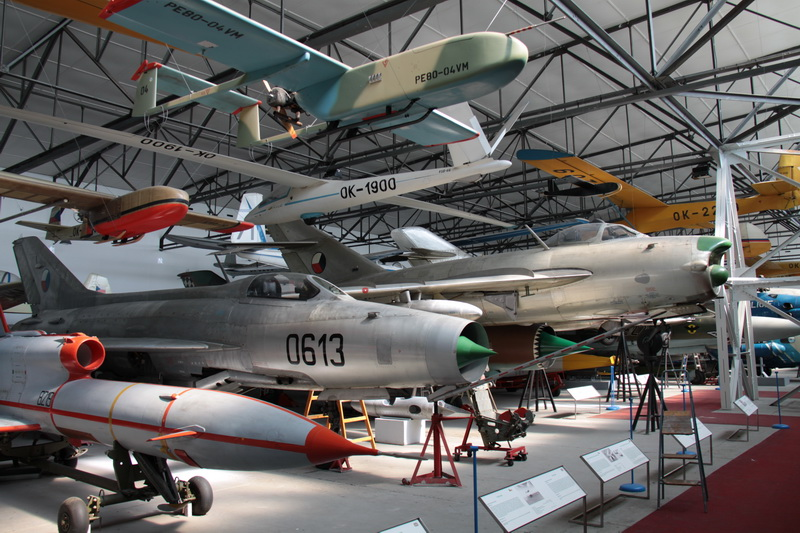
Expozice leteckého muzea Kbely

Letecké muzeum, muzeum letectví je druh specializovaného muzea, jehož exponáty a výstavy souvisí s letectvím. Nejčastěji jeho expozice a depozitáře obsahují letadla, části letadel, letecké součástky, ale také knihy, mapy, fotografie, modely, letecké kombinézy a další vybavení používané letci.
Letecké muzeum může být zaměřeno na civilní či vojenské letectví, případně oboje. Jde tedy nejčastěji o druh technického muzea (dopravního muzea) či vojenského muzea. Existují i letecká muzea úzce zaměřená na určité historické období, značku či typ letadel, nebo osobnost z historie letectví. Nezřídka bývají letecká muzea sloučena s muzei kosmonautiky.

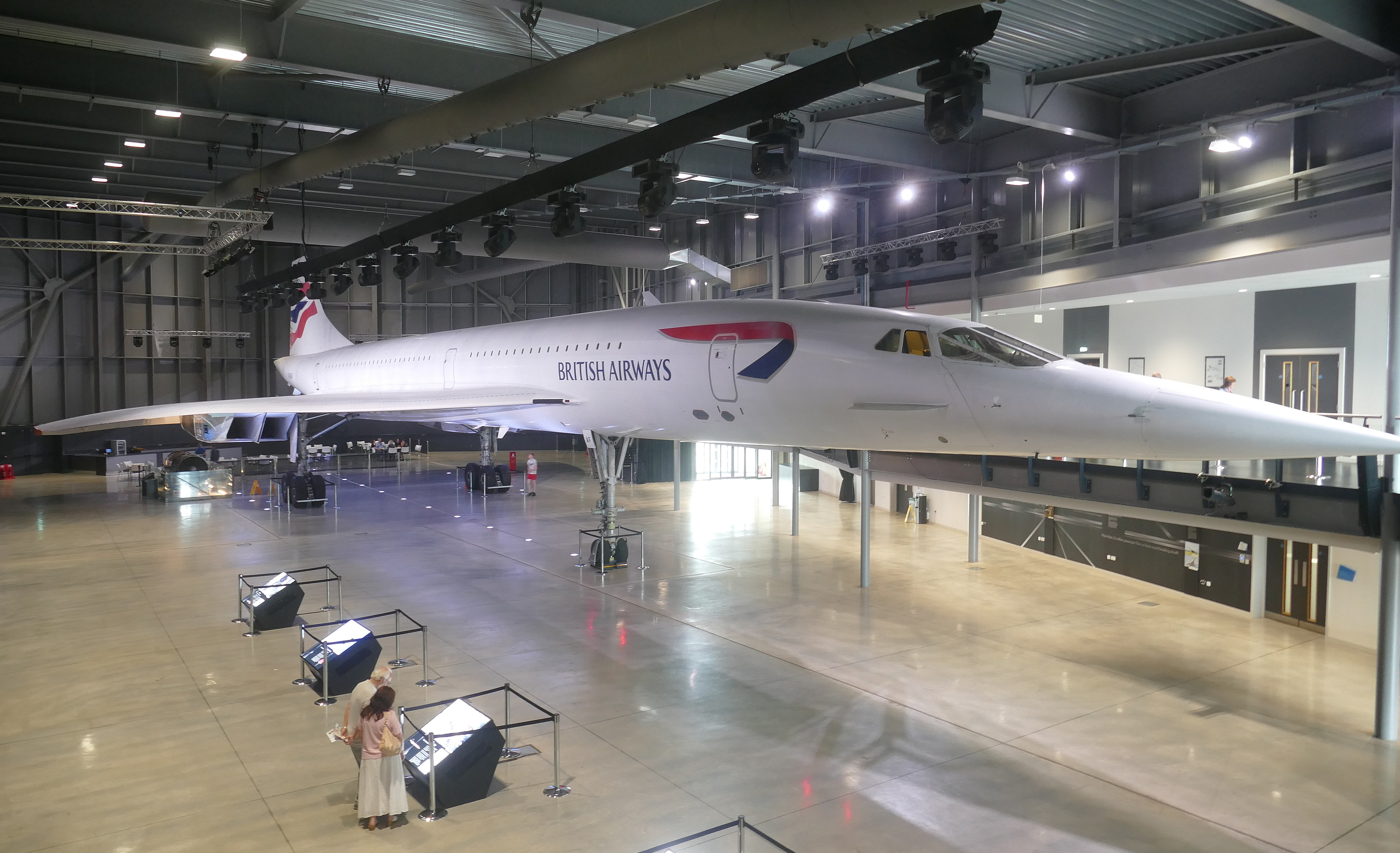
Ex-British Airways Concorde G-BOAF v Aerospace Bristol museum, Anglie

Letecká muzea existují v mnoha podobách, od malých (artefakty havarovaných letounů či věnovaná jen určitém osobnosti), přes střední (s několika kusy letadel) až po velká, která ve svých sbírkách uchovávají desítky až stovky letadel.
Letecká muzea mohou být zřizována státem, armádou, soukromými společnostmi či sdruženími.

## Česká letecká muzea
- Letecké muzeum Kbely
- Letecké muzeum Koněšín
- Letecké muzeum Kunovice
- Letecké muzeum Vyškov

## Další letecká muzea
- Musée de l'Air et de l'Espace
- Muzeum letectví (Bělehrad)
- Muzeum letectví Košice
- National Air and Space Museum
- Royal Air Force Museum
- Technik Museum Sinsheim und Speyer

- - Seznam v kategorii:Letecká muzea